# Шибам
Шибам (арап. شبام) је историјски главни град Краљевства Хадрамот. Град се налази у мухафази Хадрамот у источном Јемену.

## Опис града
Шибам се налази у средњем делу тока Вади Хадрамота и има око 7000 становника. Стари град се простире на површини од 400 м × 500 м на узвишењу стеновите висоравни и познат је по својим до 9 спратова високим стамбеним зградама грађеним од сушених опека од глине. Многе зграде су високе до 30 м и старе до 500 година. Претпоставља се да је насеље основано у 2. веку, становници Шибама су због сталних провала бедуинских племена, почели градити своје куће као небодере. Зато Шибам зову "најстаријим градом облакодера на свету" или "Менхетном пустиње", јер је град са најстаријим планом градње заснованим на вертикалној конструкцији зграда.
Унутрашња потпорна конструкција је од дрва. Горњи спратови су заштићени премазом од креча против (ретких) киша. Због последица природног распадања опеке у раздобљу од десет до петнаест година горње спратове је потребно обнављати. Професионални зидари обављају обнову за кратко време. Године 1893. први Европљани су стигли у тај град. Стари део града Шибама уврштен је године 1982. на УНЕСКО-в Списак места Светске баштине у Азији и Аустралазији.
Старом утврђеном граду Шибаму прети потенцијални оружани сукоб, што спречава обнову и управљање проблемима који су већ уочени у месту. Због чега је 2015. године уписан на Списак угрожених места Светске баштине.